# Varima-te-takere
Nella mitologia delle Isole Cook, Varima-te-takere era la dea madre primordiale o la grande madre degli dèi e degli uomini. Immersa nella sua dimora di Avaiki, il mondo sotterraneo, tirò fuori dal suo lato destro del suo corpo, il dio del cielo Vatea, e dal lato sinistro del suo corpo Papa dea della terra.